# Ревуненкова, Елена Владимировна
Еле́на Влади́мировна Ревуне́нкова (1 февраля 1939 года, Ленинград — 7 февраля 2025 года, Санкт-Петербург) — советский и российский востоковед-этнограф, специалист по традиционной культуре Индонезии и Малайзии, включая шаманизм. Доктор исторических наук.

## Биография
В 1961 году окончила отделение индонезийской филологии Восточного факультета Ленинградского государственного университета. Её учителями были индонезийский профессор Усман Эффенди и известный востоковед Г. И. Прокофьев. После окончания университета продолжила обучение в аспирантуре Восточного факультета ЛГУ под руководством литературоведа-синолога Е. А. Серебрякова.

## Научно-исследовательская деятельность
После окончания аспирантуры в 1965 году стала работать научно-техническим сотрудником ленинградского отделения Института этнографии АН СССР.
В 1970 году защитила кандидатскую диссертацию «Седжарах Мелаю (Малайская история) — историко-культурный памятник малайского средневековья». Основой диссертации был комментированный перевод важнейшего памятника малайской традиционной словесности, представляющего по своему жанру историко-мифологический эпос. Через 40 лет она вернулась к этому памятнику, список которого был привезён И. Ф. Крузенштерном из путешествия в Юго-Восточную Азию на английском фрегате «Oiseau» в 1799 г. и хранится в архиве Института восточных рукописей в Петербурге. Она издала факсимиле рукописи и её перевод на русский язык с комментариями (2008). Это была третья книга Е. В. Ревуненковой. Первые две — «Народы Малайзии и Западной Индонезии (некоторые аспекты духовной культуры)» (1980, в основном посвящена шаманизму в традициях народов названных стран) и «Миф-обряд-религия (некоторые аспекты проблемы на материале народов Индонезии)» (1992, рассматриваются обряды и мифы, связанные с рисоводством, ритуальные аспекты традиционного театра и др.). По теме второй книги Е. В. Ревуненкова защитила докторскую диссертацию. Подготовлена четвёртая книга «Очерки батакской культуры» — итог многолетнего исследования ученым батакской коллекции МАЭ РАН и полевых работ у батаков в 1999 г., которые финансировались голландским Фондом Г. В. Лохера. Полевую работу она проводила также на Алтае.
Как исследователю Е. В. Ревуненковой свойственны яркость мысли, широкая эрудиция в проблемах этнографии, средневековой словесности, театроведения, серьезное внимание к работам предшественников, доступность и литературность изложения.
В течение ряда лет она занимала должность руководителя отдела Австралии, Океании и Индонезии в МАЭ РАН. Участвовала в подготовке нового собрания сочинений Н. Н. Миклухо-Маклая. К 70-летнему юбилею учёного издан сборник её статей «Индонезия и Малайзия — перекрёсток культур» (2010). Всего ею опубликовано более 180 работ на русском, английском, малайском, китайском языках.
Е. В. Ревуненкова разработала и много лет вела курсы лекций по истории малайской и индонезийской литературы и по этнографии Индонезии и Малайзии для студентов Восточного факультета Ленинградского/ Санкт-Петербургского университета. Она постоянно выступает в качестве оппонента и рецензента диссертаций и студенческих работ в Университете и Академии Наук, редактирует и рецензирует научные сборники МАЭ РАН / Кунсткамеры.
Е. В. Ревуненкова является членом Общества Нусантара (Москва), Euroseas, Folklore Fellows. Участница международных конференций и семинаров с докладами по вопросам традиционной культуры Индонезии и Малайзии и теории шаманизма как религиозного феномена.

## Семья
Мать Фрида Давыдовна Гуревич — археолог. Отец Владимир Георгиевич Ревуненков — исследователь истории Франции и Германии. Муж — Леонард Георгиевич Герценберг (1934—2012), лингвист-компаративист, дочери Анна и Ксения.

## Награды
- Премия «Прима Комексиндо» (1995)

## Научные труды

### Монографии
- Ревуненкова Е. В. Народы Малайзии и Западной Индонезии (некоторые аспекты духовной культуры). М., 1980
- Ревуненкова Е. В. Миф-обряд-религия (некоторые аспекты проблемы на материале народов Индонезии). М., 1992

### Статьи
- Ревуненкова Е. В., Решетов А. М. Сергей Михайлович Широкогоров как исследователь шаманизма // Материалы международного конгресса «Шаманизм и иные традиционные верования и практики. Этнологические исследования по шаманству и иным традиционным верованиям и практикам.». — 1999. — Т. 5. Ч. 1. — С. 23- 30.
- Ревуненкова Е. В., Решетов А. М. Сергей Михайлович Широкогоров // Этнографическое обозрение. — 2003. — № 3. — С. 100—119.
- Широкогоров, Сергей Михайлович : [арх. 21 октября 2022] / Ревуненкова Е. В. // Шервуд — Яя. — М. : Большая российская энциклопедия, 2017. — С. 41. — (Большая российская энциклопедия : [в 35 т.] / гл. ред. Ю. С. Осипов ; 2004—2017, т. 35). — ISBN 978-5-85270-373-6.